# La Arena de Pechuquiz
La Arena de Pechuquiz es una localidad peruana ubicada en el distrito de Frías, perteneciente a la provincia de Ayabaca del departamento de Piura, al norte del Perú.

## Ubicación
La Arena de Pechuquiz se ubica al sur de la provincia de Ayabaca, en el distrito de Frías, en el departamento de Piura.

## Demografía
En 2017 La Arena de Pechuquiz tenía una población de 43 habitantes.